# Lemnalia fragilis
Lemnalia fragilis is een zachte koraalsoort uit de familie Nephtheidae. De koraalsoort komt uit het geslacht Lemnalia. Lemnalia fragilis werd in 1966 voor het eerst wetenschappelijk beschreven door Tixier-Durivault. 